# Aguadulce
Aguadulce – miasto w prowincji Coclé w Panamie.  Ludność: 8703 (2010).  W mieście rozwija się głównie przemysł spożywczy: cukrowniczy, produkcja soli, a także przetwórstwo.
Założone w 1848 roku. W 1901 roku w pobliżu miasta odbyła się bitwa w tzw. Wojnie 1000 dni (Guerra de los Mil Días). W Aguadulce urodziło się trzech prezydentów Panamy: Rodolfo Chiari (1924-1928), Marco Aurelio Robles (1964-1968) i Nicolas Ardito Barleta (1984-1985).
Dzień patrona miasta św. Jana Chrzciciela obchodzi się 25 lipca. Nazwa miasta w języku hiszpańskim znaczy "słodka woda".